# Thomas J. Moore
Thomas J. Moore (1 de mayo de 1883 – 12 de febrero de 1955) fue un actor de Estados Unidos, nacido en Fordstown Crossroads, Condado de Meath, Irlanda. Junto con sus hermanos Matt y Owen, emigró a los Estados Unidos, y los tres fueron a Hollywood, California, donde tuvieron carreras cinematográficas de éxito.
También tuvo otros dos hermanos, Joe (1895–1926) y Mary (1890–1919).
Tom Moore apareció por primera vez en una película en 1912, y dirigió en 1915 The Secret Room. Frecuentemente elegido como protagonista romántico, protagonizó muchos películas del cine mudo, así como algunos de los primeros títulos del cine sonoro. 
En 1914 se casó con la actriz Alice Joyce, con la cual tuvo una hija llamada Alice quien, en años posteriores, actuaría en películas con su padre.
Estando en Nueva York en la Nochevieja de 1920, Tom Moore conoció a la joven actriz francesa Renée Adorée. Seis semanas después, el 12 de febrero de 1921, se casaban en su casa de Beverly Hills, California. El matrimonio duró pocos años, y en 1931 Tom Moore se casó por tercera vez con Eleanor Merry.
La Gran depresión vio el cierre de muchos estudios y Tom Moore se retiró del cine a mediados de los años treinta. Diez años más tarde, volvió para actuar en pequeños papeles secundarios. 
Tom Moore falleció en Santa Mónica, California. Tiene una estrella en el Paseo de la Fama de Hollywood en el 1640 de Vine Street.

## Filmografía seleccionada
- Dodging a Million (1918)
- Made in Heaven (1921)
- One Night in Rome (1924)
- Manhandled (Juguete del placer) (1924)
- Cabaret (1927)
- The Love Thrill (1927)
- The Wise Wife (La conquista del marido) (1927)
- Ten Laps To Go (1938)
- Behind Green Lights (1946)
- Mother Wore Tights (Siempre en tus brazos) (1947)
- Road House (El parador del camino) (1948)